# Xyris decussata
Xyris decussata là một loài thực vật hạt kín trong họ Hoàng đầu. Loài này được Gleason miêu tả khoa học đầu tiên năm 1929.